# اچ‌ام‌اس آرگونات (۶۱)
اچ‌ام‌اس آرگونات (۶۱) (به انگلیسی: HMS Argonaut (61)) یک کشتی است که طول آن ۴۸۵ فوت (۱۴۸ متر) می‌باشد. این کشتی در سال ۱۹۴۱ ساخته شد.